# Форшоу, Шейла
Шейла Форшоу (англ. Sheila Forshaw, 28 июня 1958, Торонто, Канада) — канадская хоккеистка (хоккей на траве), полевой игрок. Серебряный призёр чемпионата мира 1983 года, бронзовый призёр чемпионата мира 1986 года. Участвовала в летних Олимпийских играх 1984 года.

## Биография
Шейла Форшоу родилась 28 июня 1958 года в канадском городе Торонто.
Играла в хоккей на траве за «Номадс».
В 1983 году в составе сборной Канады завоевала серебряную медаль на чемпионате мира в Куала-Лумпуре, где забила 3 мяча.
В 1984 году вошла в состав женской сборной Канады по хоккею на траве на летних Олимпийских играх в Лос-Анджелесе, занявшей 5-е место. Играла в поле, провела 5 матчей, забила 3 мяча (по одному в ворота сборных Австралии, Нидерландов и Новой Зеландии).
В 1986 году завоевала бронзовую медаль на чемпионате мира в Амстелвене, где забила 1 мяч.
В 1988 году вошла в состав женской сборной Канады по хоккею на траве на летних Олимпийских играх в Сеуле, занявшей 6-е место. Играла в поле, провела 5 матчей, забила 4 мяча (два в ворота сборной ФРГ, по одному — Австралии и Аргентине).